# Креозот
Креозот (на френски: creosote) е безцветна (понякога зеленикава или жълто-зелена), маслена, запалима течност, извличана от дървесен или каменовъглен катран, посредством дестилация.
Получен е за първи път от Карл фон Рейхенбах, през 1830 година, при дестилация на катран от бук.

## Използване
Дървесният (растителният) креозот се използва като лечебно средство при лечение на туберкулоза и като антисептик.
Каменовъгленият креозот се използва за консервация на дърво (траверси, електрически стълбове и др.), при обогатяване на руда и др.
В промишлените предприятия дървесината обикновено се импрегнира в съд под налягане, пълен с горещ креозот, в продължение на няколко часа (обикновено около 3 часа). След изваждане на дървения материал от креозота, излишъците от него се отстраняват посредством вакуум, след което дървесината се оставя да изсъхне на открито.

## Опасност за здравето
Съгласно последните научни изследвания, креозотът се счита за потенциален канцероген, въпреки че точни доказателства все още няма. Във връзка с това изследване, през 2003 година в страните членки на ЕС е забранено нелицензираното използване на креозот.

## Директива на ЕС
„Един анализ на предимствата и недостатъците, на допълнителните ограничения при предлагането на пазара и употребата на креозот, стигна до извода, измежду другите неща, че по-голямата част от употребявания в промишлеността креозот в границите на Общността вече е със съдържание по-малко от 0,005 % BaP по маса, и посочва, че рисковете за здравето от такъв креозот и/или дървен материал, съдържащ такъв креозот, имат тенденцията да са ниски в промишлено приложение.“